# The Grizzly King
The Grizzly King: A Romance of the Wild és una novel·la escrita al 1916 pel prolífic autor nord-americà i conservacionista James Oliver Curwood. L'obra va servir d'inspiració per al rodatge de la pel·lícula L'os, del director francès Jean-Jacques Annaud, al 1988.
La novel·la havia estat traduïda al castellà per l''Editorial Joventut (Barcelona), al 1927, amb el títol El rey de los osos', realitzant-se nombroses reedicions.